# 黑森人民邦
黑森人民邦（德語：Volksstaat Hessen）是魏玛共和国的一个邦，其前身是黑森大公国。第一次世界大战结束后，黑森大公国于1918年成为一个共和国，改名为“人民邦”（意味着没有君主而不是社会主义）。首府达姆施塔特。黑森人民邦由上黑森省（首府吉森）、施塔肯堡省（首府达姆施塔特）和莱茵黑森省（首府美因茨）组成。
该邦面积7692平方公里；有1347279名居民，大约三分之二信奉新教，其余为罗马天主教。
依照凡尔赛条约，约40%的领土（特别是莱茵黑森省和施塔肯堡省）被法军直到1930年6月30日。二战结束后，上黑森省和施塔肯堡省成为美国占领区的一部分，而位于莱茵河左岸的莱茵黑森省则位于法国占领区内。
1945年9月19日，美国占领军政府将普鲁士自由邦的黑森选侯、拿骚二省同法兰克福合并，成立大黑森。1946年12月1日更名为黑森，并成为西德的一个邦。
莱茵河左岸的莱茵黑森省后来则成为莱茵兰-普法尔茨州的一部分。